# Логическая головоломка
Логическая головоломка — головоломка, происходящая из математической области дедукции. Головоломку еще называют словом «пазл».

## История появления
Логическая головоломка была впервые создана Льюисом Кэрроллом, автором «Приключений Алисы в стране чудес». В своей книге «Игра в логику» он представил игру для решения таких задач, как подтверждение вывода «Некоторые борзые не имеют лишний вес» из утверждений «Ни одно существо с лишним весом не бегает хорошо» и «Некоторые борзые бегают хорошо». Подобные головоломки, в которых нам дается список предпосылок и спрашивается, какие выводы из них можно сделать, известны как силлогизмы. Кэрролл продолжает строить гораздо более сложные головоломки, состоящие из 8 предположений.
Во второй половине XX века математик Раймонд М. Смуллян продолжил и расширил ветвь логических головоломок такими книгами, как «Леди или тигр?», «Поиздеваться над пересмешником» и «Алиса в стране головоломок». Он популяризировал головоломки «рыцари и лжецы», в которых участвуют рыцари, которые всегда говорят правду, и лжецы, которые всегда лгут. 
Также существуют такие логические головоломки, которые имеют совершенно невербальный характер. Некоторые популярные формы включают судоку, в которой используется дедукция для правильного размещения чисел в сетке; нонограмма, также называемую «Раскраска по номерам», которая включает использование дедукции для правильного заполнения сетки черно-белыми квадратами с целью получить изображение; и логические лабиринты, которые включают использование дедукции для выяснения правил лабиринта. 

## Головоломки с логической сеткой

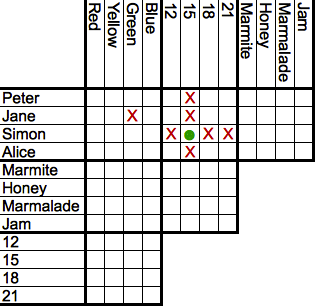
Сетка логической головоломки с информацией о том, что возраст 15 лет относится только к Саймону, а Джейн не любит зеленый цвет.

Еще одна форма логической головоломки, популярная среди любителей головоломок и доступная в журналах, посвященных этой теме, — это формат, в котором дается установка сценария, а также объект (например, определить, кто какую собаку привел на выставку собак, и какой породы была каждая собака), даются некоторые подсказки («Ни Мисти, ни Рекс не являются немецкими овчарками»), а затем читатель заполняет матрицу подсказками и пытается вывести решение. Их часто называют головоломками с «логической сеткой». Самым известным примером может быть так называемая «Головоломка с зеброй» (загадка Эйнштейна), в которой задается вопрос: «Кому принадлежала зебра?».
В журналах с логическими головоломками часто встречаются производные от головоломки с логической сеткой, называемые «табличными головоломками», которые выводятся так же, как и головоломки с сеткой, но не имеют сетки либо потому, что сетка слишком велика, либо потому, что предоставляется какая-либо другая наглядная помощь. Например, карта города может присутствовать вместо сетки в головоломке о расположении различных магазинов. Как вам такое?